# La battaglia dimenticata
La battaglia dimenticata (De Slag om de Schelde), è un film del 2020 diretto da Matthijs van Heijningen Jr., il quale racconta la battaglia della Schelda avvenuta nel 1944.

## Trama
Nel settembre 1944, Teuntje Visser lavora nell'ufficio di un sindaco collaborazionista nella Zelanda occupata dai tedeschi mentre gli Alleati si avvicinano dal Belgio. Mentre lei e suo padre, un medico, scelgono di essere neutrali, suo fratello minore Dirk è un membro della Resistenza olandese che viene arrestato per aver lanciato un sasso contro un convoglio tedesco e viene torturato per rivelare i nomi di altri membri della Resistenza.
Nel frattempo, Marinus van Staveren, un volontario olandese della divisione Waffen-SS Das Reich, viene riassegnato dal fronte orientale per servire come segretario e traduttore per il comandante tedesco in Zelanda, Oberst Berghof. Marinus è sempre più disilluso dalle tattiche pesanti dei nazisti, tra cui l'esecuzione di ostaggi civili. Simpatizza con Teuntje e suo padre mentre tentano di negoziare una condanna più leggera per Dirk nell'ufficio di Berghof. Nonostante le assicurazioni iniziali che Dirk sarebbe stato trattato con clemenza, Berghof alla fine ordina che Dirk venga giustiziato insieme agli altri membri della Resistenza. Marinus cerca di passare segretamente la notizia a Teuntje, ma viene individuato da un ufficiale tedesco che lo segnala a Berghof. Come punizione, viene selezionato per far parte del plotone d'esecuzione per l'esecuzione di Dirk e rimandato in servizio di combattimento.
Dopo la morte di Dirk, Teuntje viene trascinata nella Resistenza. Teuntje viene a sapere che Dirk stava fotografando di nascosto le postazioni dell'artiglieria tedesca lungo il fiume Schelda. Teuntje ruba una mappa delle maree del Canale di Ploe dall'ufficio del sindaco, che mostra una sezione profonda del canale che avrebbe permesso alle forze alleate di attraversarlo in sicurezza. Lei e la sua migliore amica, un membro della Resistenza di nome Janna, hanno il compito di contrabbandare le fotografie di Dirk e la mappa per le forze alleate che avanzano sull'isola di Walcheren.
Altrove, il sergente Will Sinclair, il tenente Tony Turner e il soldato delle Forze Olandesi Libere Henk Sneijder si schiantano in un estuario allagato in Zelanda dopo che il loro aliante Airspeed Horsa è stato colpito dal fuoco antiaereo durante l'Operazione Market Garden. Turner viene ferito durante l'atterraggio di fortuna. Dopo aver guadato le paludi, si rifugiano in una fattoria il cui proprietario li informa che l'operazione Market Garden è fallita e che l'esercito canadese è entrato in Olanda. Decidono di dirigersi verso le linee canadesi. Si rifugiano in un'altra casa, ma vengono abbandonati il giorno dopo dagli altri membri della loro unità. Vengono poi attaccati dai soldati tedeschi, e Turner viene ucciso. Henk, esausto e incapace di nuotare, viene lasciato indietro da Sinclair, che raggiunge la linea alleata e si unisce alle forze canadesi che avanzano sull'isola di Walcheren.
Prima della battaglia di Walcheren Causeway, Teuntje viene catturata mentre aiuta Janna a fuggire su una barca con le foto di Dirk e la mappa. Janna viene colpita e ferita mortalmente, ma riesce a raggiungere le linee alleate prima di morire. Marinus prende parte alla difesa tedesca dell'isola di Walcheren, mentre Sinclair partecipa all'assalto alleato. Entrambe le parti subiscono pesanti perdite, ma le forze alleate alla fine prevalgono. Marino diserta le forze tedesche. Durante la battaglia, Sinclair e Marinus si incrociano, ma i due uomini decidono di lasciarsi andare.
Mentre i tedeschi si ritirano, Marinus uccide un soldato tedesco che tenta di giustiziare Teuntje, ma viene colpito durante la lotta. Un grato Teuntje si prende cura di lui, ma Marinus muore per le ferite riportate. Sinclair e altri soldati alleati trovano il corpo di Marinus accanto a Teuntje, che si allontana mentre la città viene liberata.
Un epilogo menziona che la vittoria alleata a Walcheren permise la riapertura del porto di Anversa alle forze alleate e contribuì alla liberazione dei Paesi Bassi il 5 maggio 1945.

## Personaggi ed interpreti
- Marinus van Staveren interpretato da Gijs Blom: un soldato olandese che si è unito alla causa nazista.
- William Sinclair interpretato da Jamie Flatters: un pilota di alianti inglese.
- Teuntje Visser interpretata da Susan Radder: una donna zelandese che si unirà alla resistenza olandese.
- Dott. Visser interpretato da Jan Bijvoet: dottore e padre di Teuntje e Dirk.
- Tony Turner interpretato da Tom Felton: capitano e pilota di alianti inglese.
- Henk Schneijder interpretato da Coen Bril: soldato inglese.
- John interpretato da Theo Barklem-Biggs: soldato inglese.
- Nigel interpretato da Scott Reid: soldato inglese.
- Janna interpretata da Marthe Schneider: una donna che fa parte della resistenza.
- Dirk Visser interpretato da Ronald Kalter: il fratello minore di Teuntje che si è unito alla resistenza.
- Oberst Berghof interpretato da Justus von Dohnányi: comandante tedesco delle truppe dell'Asse in Zelanda.
- Pim den Oever interpretato da Mark van Eeuwen: ufficiale tedesco.
- Capitano Sinclair interpretato da Richard Dillane: padre di William e capitano della Royal Air Force.
- Sergente Mackay interpretato da Gordon Morris: sergente maggiore inglese.

## Produzione

### Sviluppo
Matthijs van Heijningen Jr. è stato scelto per dirigere il film. Alain de Levita, Paula van der Oest e Mark van Eeuwen sono stati scelti come produttori. Evangelische Omroep, Nederlandse Publieke Omroep e Caviar sono stati scelti come co-produttori. Il film ha ricevuto finanziamenti da CoBo, Netherlands Film Fund, Flemish Audiovisual Fund e Belgian Tax Shelter. È stato anche annunciato che nel novembre 2019, Netflix avrebbe co-prodotto il film, diventando a tutti gli effetti il primo film olandese ad essere distribuito sulla piattaforma.

### Riprese
Con un budget di circa 14 milioni di euro, è il secondo film olandese più costoso realizzato dopo Black Book del 2006. È stato girato principalmente in olandese, inglese e tedesco. La fotografia principale del film è iniziata in Lituania. Ma di fatto le riprese sono state girate anche in Zelanda nei Paesi Bassi e in Belgio. Le località riprese nei Paesi Bassi comprendevano Middelburg e Flessinga. Alcune sequenze della battaglia furono girate a Limburgo e a Sint-Truiden.

## Promozione
Il primo trailer è stato pubblicato a novembre 2020.

## Distribuzione
L'anteprima del film ha avuto luogo a Flessinga il 14 dicembre 2020. In origine era prevista una distribuzione teatrale nei Paesi Bassi pochi giorni dopo, ma è stata posticipata al 5 giugno 2021. Evangelische Omroep ha trasmesso il film in televisione il 24 dicembre 2021, mentre digitalmente è recuperabile su Netflix dal 15 ottobre 2021.
Il film si è classificato al terzo posto nella lista dei film più visti nei Paesi Bassi nel 2021 con poco più di 507,000 spettatori. È stato il film olandese più visto della lista, dietro a No Time to Die e Fast & Furious 9, rispettivamente al primo e al secondo posto.

## Accoglienza

### Incassi
La battaglia dimenticata ha incassato complessivamente 6 milioni di dollari in tutto il mondo. Durante il suo weekend di apertura ha incassato 442,049 di dollari nei Paesi Bassi.

### Critica
Su Rotten Tomatoes (basandosi su 7 recensioni) il film ha ottenuto una percentuale di approvazione del 100% con un voto medio di 8.1 su 10.
High on Films dice: "Non saltare le scene del film, perché La battaglia dimenticata è un film di guerra che funziona"; il film copre un conflitto della seconda guerra mondiale che "di certo raramente ha fatto parte delle discussioni post-guerra. Mentre con la recensione di Decider, che raccomanda la visione del film (in originale "Stream it or Skip it"), dice che: "La battaglia dimenticata si avvicina alla realizzazione di una guerra epica sia esteticamente che emozionalmente, mantenendo l'attenzione sui tre personaggi completamente differenti l'uno dall'altro al centro, destinati ad incontrarsi in guerra.

## Riconoscimenti
La battaglia dimenticata ha vinto il premio Platinum Film per il suo successo al botteghino.